# Barão de Piracicaba

Armas dos barões de Piracicaba, as mesmas da família Barros.

Barão de Piracicaba é um título nobiliárquico brasileiro criado por Dom Pedro II do Brasil, por decreto de 2 de dezembro de 1854, a favor de Antônio Pais de Barros.
Titulares
1. Antônio Pais de Barros (1791—1876);
2. Rafael Tobias de Aguiar Pais de Barros (1830—1898) – filho do anterior.